# ОШ „Свети Сава” Фоча
ОШ „Свети Сава” једна је од основних школа у Фочи. Налази се у улици Немањина бб. Име је добила по Светом Сави, српском принцу, монаху, игуману манастира Студенице, књижевнику, дипломати и првом архиепископу аутокефалне Српске православне цркве.

## Историјат
Основна школа у Фочи се први пут у писаним изворима помиње 1820. године. Првобитно се звала Српска школа, затим Основна школа, Основна школа „Иван Горан Ковачић”, а данас „Свети Сава”. Прва српска школа је радила у згради поред Цркве Светог Николе. Године 1888. у саставу школе је основано Певачко друштво „Свети Сава”, прво у Босни и Херцеговини, а 1893. Гимнастичарско друштво „Соко”. У овој школи је почео са радом 1904. године Пододбор Српског просветног и културног друштва „Просвета”. Нова школска зграда је изграђена 1893. године на месту данашњег Дома Војске Републике Српске и у њу је пресељена Српска школа која од тада носи назив Основна школа у Фочи. У том периоду је наставу похађало 500—700 ученика. Ова школска зграда је срушена приликом бомбардовања у Другом светском рату. Првог маја 1945. године је поново почела са радом Основна школа у Фочи, у згради данашњег Дома здравља и приватним кућама.
Од ученика основне школе и ученика нижих разреда гимназије је формирана 1. септембра 1958. осмогодишња школа коју је похађало 1200 ученика. Због недостатка простора 1960. године је изграђена још једна школска зграда. Школа је добила име Прва основна школа „Иван Горан Ковачић” и остала је у постојећој згради, а друга, Основна школа „Веселин Маслеша” је почела са радом у новоизграђеном објекту на Горњем Пољу. Школа је пресељена у зграду некадашње учитељске школе и гимназије у Међуријечју. Основна школа у Фочи је добила новчану награду и диплому „Хасан Кикић”, први пут додељене у Босни и Херцеговини васпитно–образовним установама и појединцима за изузетно значајна остварења у области образовања и васпитања. На свечаности поводом освештања, 2. марта 1993. године је добила име „Свети Сава” које и данас носи. Одлуком Министарства просвете и културе Републике Српске од 1999—2000. године школа је постала једна од шест експерименталних у Републици Српској. Године 2021. Министарство саобраћаја и веза Републике Српске је доделило захвалницу школи за допринос јачању медијске писмености код деце у Републици Српској.

## Пројекти
Досадашњи пројекти реализовани у школи су:
- „Шта су руке наших бака знале” 2017. године[4]
- „Волонтирање је cool” 2017. године[5]
- „Читалићи” 2017—19. године[6][7][8]
- „20 дана доброте”[9]
- „Медена прича” 2018. године[10]
- „Доситеј 1:1” 2018. године[11]
- „Брига о деци — заједничка одговорност и обавеза” 2018—21. године[12][13]
- „Моја коса — твоја коса” 2018—19. године[14][15]
- „Собичак” 2019. године[16]
- „Живе библиотеке” 2019. године[17]
- „Школа у срцу заједнице” 2019—20. године[18][19]
- „Ја грађанин” 2020. године[20]
- „Исхрана и здравље” 2020. године[21]
- „Кутак заједништва” 2020. године[22]
- „eTwinning” 2020—21. године[23]
- „Живимо зелено” 2021. године[24]
- „Азбучник заборављених речи мога краја” 2021. године[25]
- „Школе за 21. век” 2021. године[26]

## Догађаји
Догађаји основне школе „Свети Сава”:
- Светосавска академија[27]
- Дан српског јединства, слободе и националне заставе[28]
- Дан отворених врата[29]
- Дан ружичастих мајица[30]
- Дан дечијих права[31]
- Дан планете Земље[32]
- Спортски дан[33]
- Међународни дан жена[34]
- Међународни дан мира[35]
- Међународни дан писмености[36]
- Међународни дан толеранције[37]
- Међународни дан особа са инвалидитетом[38]
- Међународни дан сигурног интернета[39]
- Међународни дан превенције вршњачког насиља[40]
- Међународни дан матерњег језика[41]
- Међународни дан старијих особа[42]
- Светски дан учитеља[43]
- Светски дан детета[44]
- Светски дан хране[45]
- Светски дан јабуке[46]
- Светски дан вода[47]
- Светски дан пошта[48]
- Светски дан позоришта[49]
- Светски дан борбе против сиде[50]
- Дечија недеља[51]
- Сајам домаћих производа[52]
- Ноћ музеја[53]
- Кампања „Заштитимо децу у саобраћају”[54]
- Кампања „Јачање медијске писмености код деце у Републици Српској”[55]